# Seven Sisters (Sussex)

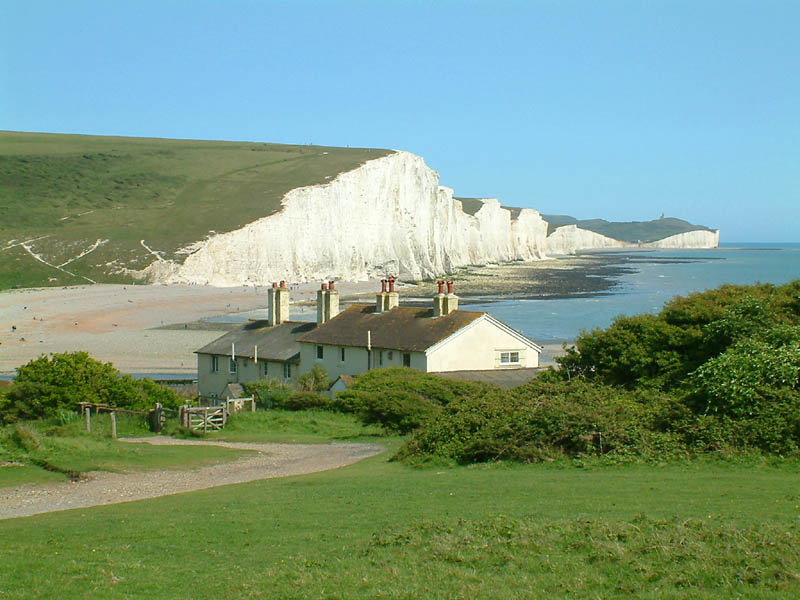
Bảy vách đá và các ngôi nhà bảo vệ bờ biển, từ Seaford Head băng qua sông Cuckmere

Seven Sister (tiếng Việt: Bảy chị em) là một chuỗi bảy ngọn đồi nối tiếp nhau của một vách đá có dạng phấn nằm ở ven eo biển Anh. Chúng tạo thành một phần của đồi South Downs ở Đông Sussex, giữa các thị trấn Seaford và Eastbourne ở miền nam nước Anh. Seven Sisters nằm trong vườn quốc gia South Downs, được bao bọc bởi bờ biển, sông Cuckmere và đường A259. Chúng là tàn dư của các thung lũng khô trong lớp phấn South Downs, đang dần bị xói mòn bởi biển.

## Vách đá

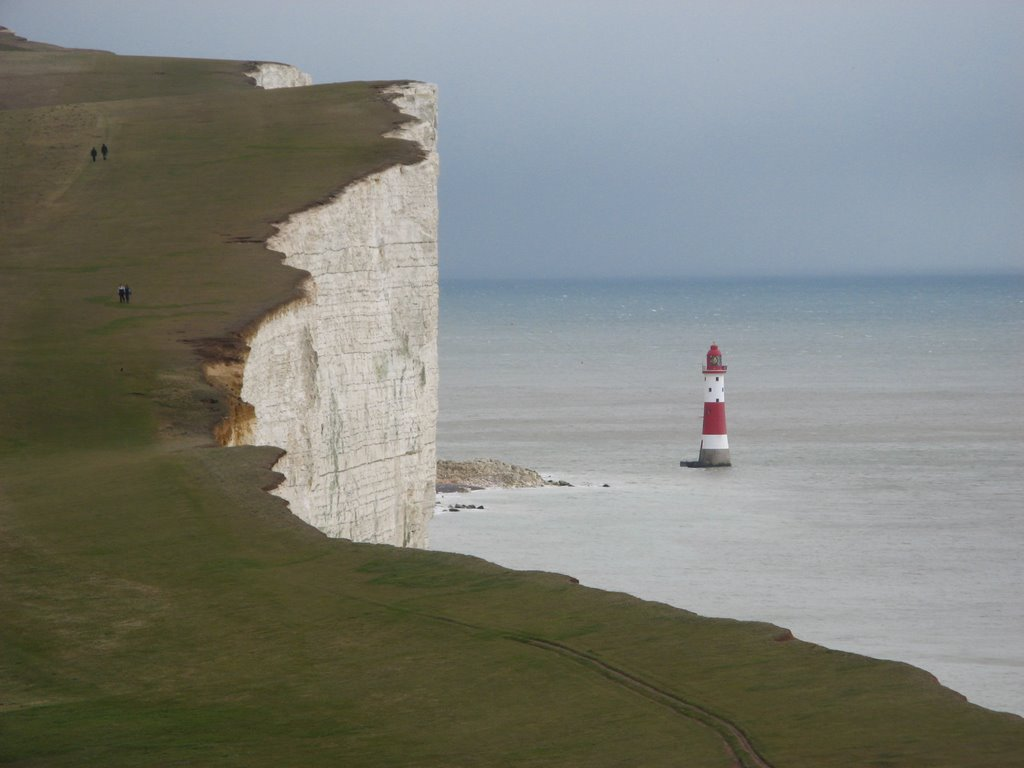
Mũi đất Beachy Head

Từ tây sang đông, chuỗi vách đá này bắt đầu ở phía đông của bãi bồi Cuckmere Haven. Các đỉnh vách đá và các đỉnh giữa chúng được đặt tên riêng. Được liệt kê dưới đây, các đỉnh được in nghiêng. Có bảy ngọn đồi, với một ngọn thứ tám được tạo ra bởi sự xói mòn của biển.
- Haven Brow
- Short Bottom
- Short Brow
- Limekiln Bottom
- Rough Brow
- Rough Bottom
- Brass Point
- Gap Bottom
- Flagstaff Point (tiếp tục vào Flagstaff Brow)
- Flagstaff Bottom
- Flathill
- Flathill Bottom
- Baily's Hill
- Michel Dean
- Went Hill Brow (tham chiếu lưới TV549963).

Ngay phía đông của đỉnh cuối cùng là Birling Gap. Ngoài khơi, trên đỉnh của ngọn đồi tiếp theo, là ngọn hải đăng Belle Tout và xa hơn là Beachy Head. Một ngọn hải đăng trên biển đánh dấu vùng đất phía sau.
Đường mòn South Downs chạy dọc theo mép của vách đá và rất nhấp nhô. Nhiều địa danh xung quanh khu vực được đặt theo tên của các vách đá, bao gồm trang trại cừu Seven Sisters.

## Phim và truyền hình
Vách đá Seven Sisters đôi khi được sử dụng trong quá trình làm phim và chương trình truyền hình như là một điểm thay thế cho vách đá trắng Dover nổi tiếng hơn, vì chúng chưa bị tác động nhiều từ con người và vẫn còn xảy ra hiện tượng xói mòn tự nhiên. Do đó, Seven Sisters và Beachy Head vẫn có màu trắng sáng, trong khi vách đá trắng Dover được bảo vệ do là cảng quan trọng và do đó ngày càng được bao phủ trong thảm thực vật và kết quả là được phủ xanh. Chúng cũng được giới thiệu ở phần đầu của bộ phim Robin Hood: Prince of Thief, và ở phần cuối của bộ phim Chuộc lỗi nơi Robbie và Cecilia luôn muốn sống.
Phần lớn cảnh trong bộ phim truyện năm 2015, Mr. Holmes được quay quanh Seven Sisters.
Một bức ảnh ở phía đông của Seven Sisters được đưa vào như một trong những hình nền phong cảnh mặc định được đóng gói với Microsoft Windows 7.

## Mối nguy hiểm
Seven Sisters thu hút rất nhiều khách du lịch đến tham quan do vị trí thuận tiện (chỉ cách thủ đô Luân Đôn hai giờ lái xe), đặc biệt là các du khách châu Á, và là một nơi phổ biến cho các hoạt động đi bộ đường dài.
Số lượng du khách ngày càng tăng đã làm dấy lên lo ngại về những rủi ro khi có quá nhiều người đứng ở vị trí rất cao trên các vách đá. Nhiều người cho rằng chỉ cần đứng cách mép vách đá vài mét thì sẽ an toàn, nhưng từ dưới biển nhìn lên mới thấy sự chông chênh của những mỏm đá vì chúng nhô ra một khoảng khá xa so với phần thân đồi. Sạt lở thường xuyên xảy ra ở địa danh này. Nếu đến đây vào buổi sáng, khách tham quan có thể thấy đá rơi từng mảng xuống biển. Nhưng do thủy triều lên xuống mỗi ngày nên chúng trôi đi rất nhanh.
Ngày 22 tháng 6 năm 2017, Hyewon Kim, một du học sinh người Hàn Quốc tại Anh, đã trượt chân và ngã xuống biển khi đến đây tham quan. Vì đi một mình, Kim đã nhờ một du khách chụp giúp cô vài kiểu ảnh. Sau khi nhảy lên không để tạo dáng, Kim tiếp đất loạng choạng và ngã khỏi vách đá có độ cao hơn 60 m. Kim đã tử vong tại chỗ do chấn thương nặng ở đầu.
Ngoài ra, Beachy Head, một mũi đất gần đó, cũng được biết đến là nơi có nhiều người chết do tự tử.